# Tomáš Hertl
Tomáš Hertl (né le 12 novembre 1993 à Prague en République tchèque) est un joueur professionnel tchèque de hockey sur glace. Il évolue au poste d'attaquant.

## Biographie

### Carrière en club
Il est formé au HC Slavia Prague, il débute dans l'Extraliga en 2011. Il est sélectionné au premier tour, en treizième position par le Severstal Tcherepovets au cours du repêchage d'entrée dans la KHL 2012. Il est choisi au premier tour, en dix-septième position par les Sharks de San José lors du repêchage d'entrée dans la LNH 2012. Le 3 octobre 2013, il dispute son premier match dans la Ligue nationale de hockey avec les Sharks et poste une assistance face aux Canucks de Vancouver. Deux jours plus tard, il inscrit ses deux premiers buts lors d'une victoire 4-1 face aux Coyotes de Phoenix. Il marque un quadruplé lors de la victoire 9-2 face aux Rangers de New York le 8 octobre 2013.
Hertl est échangé en compagnie de deux choix de troisième tour aux Golden Knights de Vegas le 8 mars 2024. Dans cette transaction, les Sharks reçoivent l'espoir David Edstrom ainsi qu'un choix de première ronde en 2025. De plus, les Sharks retiennent 17% du salaire de Hertl jusqu'au terme de la saison 2029-2030.

### Carrière internationale
Il représente la Tchéquie en sélection jeune.

## Statistiques

### En club
| Saison     | Équipe                  | Ligue      |     | Saison régulière | Saison régulière | Saison régulière | Saison régulière | Saison régulière |    | Séries éliminatoires | Séries éliminatoires | Séries éliminatoires | Séries éliminatoires | Séries éliminatoires |
| Saison     | Équipe                  | Ligue      | PJ  | B                | A                | Pts              | Pun              | PJ               | B  | A                    | Pts                  | Pun                  |                      |                      |
| 2010-2011  | HC Slavia Prague        | Extraliga  | 1   | 0                | 0                | 0                | 0                | -                | -  | -                    | -                    | -                    |                      |                      |
| 2011-2012  | HC Slavia Prague        | Extraliga  | 38  | 12               | 13               | 25               | 22               | -                | -  | -                    | -                    | -                    |                      |                      |
| 2011-2021  | HC Slovan Ústečtí Lvi   | 1.liga     | -   | -                | -                | -                | -                | 3                | 2  | 0                    | 2                    | 2                    |                      |                      |
| 2012-2013  | HC Slavia Prague        | Extraliga  | 43  | 18               | 12               | 30               | 16               | 11               | 3  | 5                    | 8                    | 0                    |                      |                      |
| 2013-2014  | Sharks de San José      | LNH        | 37  | 15               | 10               | 25               | 4                | 7                | 2  | 3                    | 5                    | 2                    |                      |                      |
| 2014-2015  | Sharks de San José      | LNH        | 82  | 13               | 18               | 31               | 16               | -                | -  | -                    | -                    | -                    |                      |                      |
| 2014-2015  | Sharks de Worcester     | LAH        | 2   | 0                | 2                | 2                | 0                | -                | -  | -                    | -                    | -                    |                      |                      |
| 2015-2016  | Sharks de San José      | LNH        | 81  | 21               | 25               | 46               | 26               | 20               | 6  | 5                    | 11                   | 4                    |                      |                      |
| 2016-2017  | Sharks de San José      | LNH        | 49  | 10               | 12               | 22               | 14               | 6                | 0  | 2                    | 2                    | 2                    |                      |                      |
| 2017-2018  | Sharks de San José      | LNH        | 79  | 22               | 24               | 46               | 41               | 10               | 6  | 3                    | 9                    | 8                    |                      |                      |
| 2018-2019  | Sharks de San José      | LNH        | 77  | 35               | 39               | 74               | 18               | 19               | 10 | 5                    | 15                   | 4                    |                      |                      |
| 2019-2020  | Sharks de San José      | LNH        | 48  | 16               | 20               | 36               | 16               | -                | -  | -                    | -                    | -                    |                      |                      |
| 2020-2021  | Sharks de San José      | LNH        | 50  | 19               | 24               | 43               | 27               | -                | -  | -                    | -                    | -                    |                      |                      |
| 2021-2022  | Sharks de San José      | LNH        | 82  | 30               | 34               | 64               | 30               | -                | -  | -                    | -                    | -                    |                      |                      |
| 2022-2023  | Sharks de San José      | LNH        | 79  | 22               | 41               | 63               | 42               | -                | -  | -                    | -                    | -                    |                      |                      |
| 2023-2024  | Sharks de San José      | LNH        | 48  | 15               | 19               | 34               | 22               | -                | -  | -                    | -                    | -                    |                      |                      |
| 2023-2024  | Golden Knights de Vegas | LNH        | 6   | 2                | 2                | 4                | 0                | 7                | 1  | 0                    | 1                    | 2                    |                      |                      |
| Totaux LNH | Totaux LNH              | Totaux LNH | 718 | 220              | 268              | 488              | 256              | 69               | 25 | 18                   | 43                   | 22                   |                      |                      |

### En équipe nationale
| Année | Compétition                          |   | PJ | B | A | Pts | Pun | +/-             |  | Résultat |
| 2011  | Championnat du monde moins de 18 ans | 6 | 1  | 0 | 1 | 12  | -3  | Huitième place  |  |          |
| 2012  | Championnat du monde junior          | 6 | 3  | 2 | 5 | 0   | 2   | Cinquième place |  |          |
| 2013  | Championnat du monde junior          | 6 | 2  | 3 | 5 | 10  | 0   | Cinquième place |  |          |
| 2013  | Championnat du monde                 | 8 | 0  | 0 | 0 | 0   | -3  | Septième place  |  |          |
| 2014  | Championnat du monde                 | 9 | 3  | 3 | 6 | 4   | 0   | Quatrième place |  |          |
| 2015  | Championnat du monde                 | 8 | 1  | 2 | 3 | 2   | +1  | Quatrième place |  |          |

## Trophées et honneurs personnels

### Extraliga
- 2011-2012 : nommé recrue de la saison.

### Ligue nationale de hockey
- 2019-2020 : participe au 65e Match des étoiles
- 2023-2024 : participe au 68e Match des étoiles